# Frenchella striatella
Frenchella striatella är en skalbaggsart som beskrevs av Blanchard 1850. Frenchella striatella ingår i släktet Frenchella och familjen Melolonthidae. Inga underarter finns listade i Catalogue of Life.